# 마르크 베르돌
마르크 베르돌(프랑스어: Marc Berdoll, 1953년 4월 6일, 페이 드 라 루아르 지방 메-네-루아르 주 트렐라제 ~)는 프랑스의 전 프로 축구 스트라이커로, 프랑스 국가대표팀에서 16번의 경기에 출전해 5골을 기록했다.
현역 시절, 그는 앙제, 자르브뤼켄, 마르세유를 거쳐 앙제로 복귀하고, 아미앵, 오를레앙을 거쳐 로피탈에서 말년을 보냈다. 그는 프랑스 국가대표팀 일원으로 1978년 월드컵에 참가해 헝가리와의 조별 리그 최종전에서 득점을 올렸다.